# Baza (Comarca)
Die Comarca de Baza ist eine der 10 Comarcas in der Provinz Granada.
Die im Norden der Provinz gelegene Comarca umfasst acht Gemeinden mit einer Fläche von 1.731,49 km².

## Lage
| Provinz Jaén | Huéscar                                     |                 |
| Guadix       | Kompassrose, die auf Nachbargemeinden zeigt |                 |
|              |                                             | Provinz Almería |

## Gemeinden
| Gemeinde         | Einwohner (2024) | Fläche km² | Dichte Einw./km² | Cod INE | Postleitzahl |
| ---------------- | ---------------- | ---------- | ---------------- | ------- | ------------ |
| Baza             | 20.562           | 545,39     | 38               | 18023   | 18800        |
| Benamaurel       | 2.246            | 127,89     | 18               | 18029   | 18817        |
| Caniles          | 3.906            | 216,75     | 18               | 18039   | 18810        |
| Cortes de Baza   | 1.793            | 140,56     | 13               | 18053   | 18814, 18815 |
| Cuevas del Campo | 1.775            | 96,61      | 18               | 18912   | 18813        |
| Cúllar           | 3.936            | 427,66     | 9                | 18056   | 18850        |
| Freila           | 922              | 74,51      | 12               | 18078   | 18812        |
| Zújar            | 2.623            | 102,12     | 26               | 18194   | 18811        |
| Comarca Baza     | 37.763           | 1.731,49   | 22               | –       | –            |

1. ↑  Instituto Nacional de Estadística Municipal Register of Spain